# محمد الشريف قاهر
هو محمد الشريف قاهر لقب بابو جمال عالم مسلم، يعد من أحفاد يحيى العيدلي

## نشأته وحياته
محمد الشريف قاهر، من مواليد 2 يناير 1933 بقرية «تموقرة» ببجاية، الجزائر، من عائلة محافظة ومتواضعة تعيش على الفلاحة ولها أراضي عديدة في قريته، بدأ تعليمه في سن مبكرة في مسجد القرية، ثم في زاوية سيدي يحي العيدلي على منهج الطريقة الرحمانية، حيث حفظ القرآن الكريم، وأخذ المعلومات الأولية.
في سنة 1949 التحق بزاوية سيدي يحي العيدلي، وقد كان شيخه الأول آنذاك هو الشيخ محمد الطاهر آيت علجت، حيث أتمّ حفظ القرآن كله بالزاوية، كما أخذ المعلومات الأولى في حفظ المُتون، سواء كانت نثرا أم نَظما، في رسالة أبي زيد القيرواني وابن عاشر ولامية الأفعال والصرف الحديث والبلاغة الواضحة وألفية ابن مالك والعاصمية وعلوم الحساب والفرائض.
في سنة 1951 التحق بجامع الزيتونة، وحصل على شهادة الأهلية بامتياز سنة 1954. وفي سنة 1957 نال شهادة التحصيل. وفي سنة 1959 نال شهادة العالِمية (بكسر اللام) في الشريعة.
التحق بعدها بجامعة بغداد التي حصل منها، بعد ثلاث سنوات، على البكالوريوس في اللغة العربية. وفي سنة 1962 ومباشرة بعد الإعلان عن الاستقلال، عاد إلى الجزائر حيث عُيِّن أستاذا بثانوية ابن تومرت ببوفاريك، وبعدها بسنة انتقل إلى ثانوية عقبة بباب الوادي بالعاصمة، وبعدها التحق بالمعهد التربوي للجنة التأليف، ثم بعد ذلك التحق بجامعة الجزائر التي تحصّل منها على شهادة الدكتوراه من الدرجة الثالثة بين سنتي 1972/1973 حول «الأدب الأندلسي»، وبعدها بقي يدرس بالجامعة إلى غاية سنة 1983، حيث عُيِّن مديرا بمعهد العلوم الإسلامية التابع لجامعة الجزائر ليتحوَّل فيما بعد إلى المعهد الوطني العالي لأصول الدين، وبقي مديرا بهذا المعهد لمدة تسع سنوات؛ أي إلى غاية سنة 1990.
بعدها عُيّن أستاذا مكلفا بالمحاضرات، ودرَّس المقررات: الأدب الجاهلي، الأدب الأموي، الأدب الأندلسي، الأدب المملوكي والعثماني، الأدب المغربي القديم، وأخيرا علَّم القرآن والحديث إلى اليوم. وفي فيفري عام 2000 تحصَّل على شهادة دكتوراه الدولة، وأشرف على العديد من رسائل الماجستير والدكتوراه وغيرها.
كان عضوا بالمجلس الإسلامي الأعلى للجزائر الذي أسندَ إليه منذ الثمانينيات، وأستاذ مادة علوم القرآن، وعضوا في اللجنة الوطنية للأهلَّة، ورئاسة لجنة الإفتاء بالمجلس الإسلامي الأعلى منذ عام 1992 إلى أن وافته المنية يوم الجمعة 22 ديسمبر 2016 ميلادي الموافق لـ 24 ربيع الأول 1438 هجري.
ناضل وشارك في الثورة التحريرية، فهو مجاهدٌ في جيش التحرير الوطني، وعضو في جبهة التحرير

## من أعماله العلمية
ـ تحقيق ديوان لسان الدين بن الخطيب «الصيب والجهام والماضي والكهام» سنة 1973.
ـ تحقيق كتاب «الأنوار في آيات النبي المختار» للشيخ عبد الرحمن الثعالبي، في ثلاثة أجزاء، سنة 2001.
ـ كتاب في الأدب الأندلسي.
- كما شارك في كتاب «مشاهير المغاربة» ضمن لجنة البحث التابعة لجامعة الجزائر.

## وفاته
توفي العلامة يوم الجمعة الموافق ل 23 ديسمبر مع صلاة الفجر لاسباب مرضية ابت عائلته الإفصاح عنها لكن وزير الشؤون الدينية الجزائري أفصح أنه توفي لمرض اصابه
خسرت الجزائر والعالم الإسلامي رمزا للفقه الإسلامي والعربي والأندلسي
نقدم لعائلة الفقيد الكريمة تعازينا من هذا الموقع